# Derby Fort
Derby Fort ist die Ruine eines Forts am östlichen Ende der St. Michael’s Isle, die wegen des Forts auch Fort Island genannt wird, einer kleinen, nur von der Langness-Halbinsel aus zugänglichen Insel bei Derbyhaven im Süden der Isle of Man.
Das Fort wurde 1645, während des englischen Bürgerkrieges auf Geheiß von James Stanley, 7. Earl of Derby und Lord of Mann, errichtet. Es sollte den damals stark frequentierten Hafen von Derbyhaven schützen.

## Weblinks und Quellen

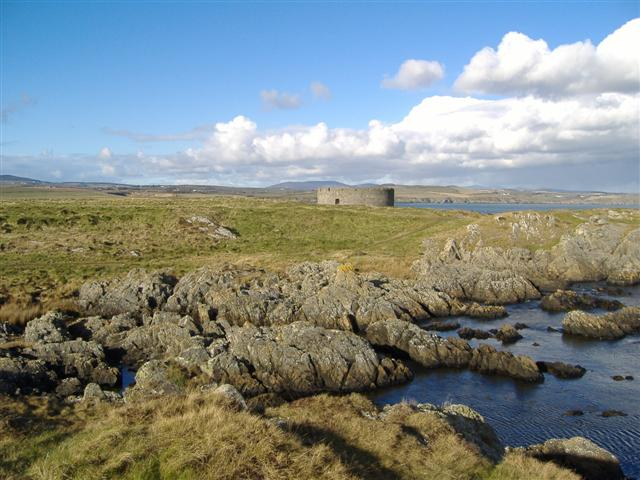
St. Michael’s Isle mit Derby Fort